# Santiago Magariños Torres
Santiago Magariños Torres (Madrid, 1902-Caracas, 29 de marzo de 1979) fue un autor, historiador, publicista y catedrático universitario español.

## Biografía
Nació en 1902 en Madrid.
Encargado de la cátedra vacante por jubilación de Rafael Altamira de la Universidad de Madrid en 1936, durante la guerra civil fue depurado de esta por las autoridades republicanas en agosto de 1936. Sería detenido y permaneció prisionero junto a Ramiro de Maeztu en la cárcel de Ventas.
De ideología falangista, en la posguerra se convirtió en catedrático de Historia de la Universidad de Madrid (1940), y desempeñó el cargo de secretario del Consejo de la Hispanidad, así como el de presidente del Instituto de Cultura Hispánica. Fue responsable de la sección de América contemporánea de la publicación Revista de Indias, donde en 1941 describió a la Hispanidad como una idea «cultivada con entrañable sentido por un reducido núcleo de la intelectualidad antiliberal».
Forzado al exilio en la década de 1950 en Venezuela por la dictadura franquista debido a la publicación de una obra antológica en la que editó unos poemas de Miguel Hernández, falleció en Caracas el 29 de marzo de 1979.

## Obras
- Quijotes de España (1951)[9]